# Harstad
Harstad – norweskie miasto i gmina leżąca w okręgu Troms.
Harstad jest 253. norweską gminą pod względem powierzchni.

## Demografia
Według danych z roku 2016 gminę zamieszkuje 24 695 osób. Gęstość zaludnienia wynosi 63,55 os./km². Pod względem zaludnienia Harstad zajmuje 39. miejsce wśród norweskich gmin.
| ludność stan na 1 stycznia 2005 |         |           |        |
|                                 | kobiety | mężczyźni | razem  |
| osób                            | 11 438  | 11 670    | 23 108 |
| %                               | 49,5%   | 50,5%     | 100%   |

| wykształcenie stan na 1 października 2004 |        |         |        |        |
|                                           | podst. | średnie | wyższe | niezn. |
| osób                                      | 3248   | 10 644  | 4135   | 329    |
| %                                         | 17,69% | 57,99%  | 22,53% | 1,79%  |

## Edukacja
Według danych z 1 października 2004:
- liczba szkół podstawowych (norw. grunnskoler): 18
- liczba uczniów szkół podst.: 3284

## Władze gminy
Według danych na rok 2011 administratorem gminy (norw. rådmann) jest Arne Johansen, natomiast burmistrzem (norw. ordfører, d. borgermester) jest Helge Eriksen.